# Markus Schopp
Markus Schopp (Graz, 1974. február 22. –), osztrák válogatott labdarúgó.
Az osztrák válogatott tagjaként részt vett az 1998-as világbajnokságon.

## Sikerei, díjai
Sturm Graz
- Osztrák bajnok (2): 1997–98, 1998–99
- Osztrák kupa (2): 1995–96, 1998–99
- Osztrák szuperkupa (2): 1998, 1999